# Мрамор (Сярско)
Вижте пояснителната страница за други значения на Мрамор.
Мрамор (на гръцки: Καπετανούδι, Капетануди, до 1926 година Μαραμόρ, Марамор) е бивше село в Гърция, дем Сяр (Серес), област Централна Македония.

## География
Селото се е намирало в южните склонове на планината Шарлия (Врондос), северозападно от град Сяр (Серес) и западно от Мертатово (Ксиротопос).

## История

### Етимология
Според Йордан Н. Иванов името е от старобългарското , стара заемка от гръцкото μάρμαρος. Сравнимо е селищното име Мрамор.

### В Османската империя
Селото се споменава в XVI век в подправената Калиманова грамота за дарения на Зографския манастир в Сярско като .
В XIX век Мрамор е чисто турско село в Сярската каза на Османската империя. Според „Етнография на вилаетите Адрианопол, Монастир и Салоника“ в 1873 година в селото (Mramor) има 75 домакинства и 195 жители турци. Според статистиката на Васил Кънчов („Македония. Етнография и статистика“) в 1900 година в Мраморъ има 300 жители турци.

### В Гърция
През Балканската война в 1912 година селото е освободено от части на българската армия, но след Междусъюзническата война остава в Гърция. Турското му население се изселва по силата на Лозанския договор и на негово място са настанени двадесетина семейства, вероятно скотовъди. В 1926 година името на селото е променено на Капетануди. Новото име е дадено в чест на гъркоманския капитан Димитър Гоголаков.
Селото пострадва по време на Гражданската война (1946 – 1949) и след нея не е обновено.
| Година    | 1913 | 1920 | 1928 | 1940 | 1951 | 1961 | 1971 | 1981 | 1991 | 2001 | 2011 | 2021 |
| --------- | ---- | ---- | ---- | ---- | ---- | ---- | ---- | ---- | ---- | ---- | ---- | ---- |
| Население | 35   | 149  | 79   | 78   |      |      |      |      |      |      |      |      |